# La Hulpe
La Hulpe (nld. Terhulpen, wa. L'Elpe) – miejscowość i gmina (commune) w środkowej Belgii, w Regionie Walońskim, w prowincji Brabancja Walońska, w okręgu Nivelles. 1 stycznia 2024 r. liczyła 7530 mieszkańców.

## Podział administracyjny
W skład gminy nie wchodzi żadna dzielnica (section).